# Танислави (Валча)
Танислави (рум. Tanislavi) насеље је у Румунији у округу Валча у општини Фартацешти. Oпштина се налази на надморској висини од 240 m.

## Становништво
Према подацима из 2002. године у насељу је живело 104 становника, од којих су сви румунске националности.